# Nathan Dane

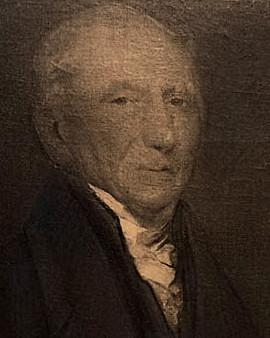
Nathan Dane (Gemälde von Chester Harding)

Nathan Dane (* 29. Dezember 1752 in Ipswich, Essex County, Province of Massachusetts Bay; † 15. Februar 1835 in Beverly, Massachusetts) war ein US-amerikanischer Politiker. Zwischen 1785 und 1788 war er Delegierter für Massachusetts beim Kontinentalkongress.

## Werdegang
In seiner Jugend arbeitete Nathan Dane auf der Farm seiner Eltern. Anschließend studierte er bis 1778 an der Harvard University. Danach unterrichtete er für einige Zeit als Lehrer. Nach einem Jurastudium und seiner 1782 erfolgten Zulassung als Rechtsanwalt begann er in Beverly in diesem Beruf zu praktizieren. Gleichzeitig schlug er eine politische Laufbahn ein. Zwischen 1782 und 1785 war er Abgeordneter im Repräsentantenhaus von Massachusetts. Danach vertrat er von 1785 bis 1788 diesen Staat im Kontinentalkongress. Dort war er an der Ausarbeitung der Northwest Ordinance beteiligt, durch die das Nordwestterritorium gegründet wurde. Dane sorgte dafür, dass die Sklaverei in diesem Gebiet verboten wurde. Gegenüber der Verfassung der Vereinigten Staaten hatte er Bedenken. Trotzdem setzte er sich für deren Ratifizierung ein und hoffte auf Zusätze, die die Bill of Rights zum Inhalt haben sollten und die dann auch folgten.
In den Jahren 1790 und 1791 und von 1794 bis 1797 saß Nathan Dane im Senat von Massachusetts. 1794 wurde er Berufungsrichter im Essex County. Ein Jahr später war er Staatsbeauftragter von Massachusetts zur Überarbeitung der Gesetzgebung. Ansonsten war er wieder als Anwalt tätig. Politisch schloss er sich der von Alexander Hamilton gegründeten Föderalistischen Partei an. Im Jahr 1814 nahm er als Delegierter auf der Hartford Convention teil, wo die Föderalisten der Neuenglandstaaten ihren Protest gegen den Britisch-Amerikanischen Krieg von 1812 zum Ausdruck brachten und sogar mit einem Austritt aus der Union drohten. Später verfasste Dane auch noch einige juristische Abhandlungen. Er starb am 15. Februar 1835 in Beverly.